# Dizzasco
Dizzasco (Dizzasch in dialetto comasco, AFI: /diˈtsaʃk/) è un comune italiano di 666 abitanti della provincia di Como in Lombardia.

## Geografia fisica
Dizzasco si trova all'inizio della Valle Intelvi sul ramo occidentale del lago di Como, adagiato su un boscoso terrazzo di origine morenica. Nella conca sottostante, incassato in un profondo vallone, scorre il torrente Telo che sbocca nel Lario ad Argegno.

## Storia
Nel periodo medioevale Dizzasco condivise le sorti dell'intera Valle Intelvi alleata di Como durante la guerra decennale (1118-1127) contro Milano.
In epoca rinascimentale fu feudo dei Visconti, dei Rusconi (1541) e dei Marliani (1583).
Da un punto di vista religioso, nel XVI secolo Muronico di Dizzasco e Argegno erano entrambe raggruppate in un'unica parrocchia, facente capo alla Chiesa di San Sisinnio.
Da un punto di vista amministrativo, nello stesso periodo Dizzasco era inserito nel cosiddetto territorio dei "Cinque Comuni della Mezzena". In questo contesto occorre ricordare come il comune di Mezzena fosse costituito dall'unione degli abitati di Dizzasco, Muronico e Rovasco, tutti facente parte della pieve d'Intelvi come testimoniato dal Liber consulum civitatis Novocomi, un libro ufficiale del Ducato di Milano che contiene i giuramenti dei consoli del comune tra il 1510 e il 1525.
A sua volta, Muronico si sviluppò a partire dal nucleo di Sorianico, sito nei pressi dell'attuale cimitero muronichese e abbandonato a causa di un'epidemia.
L'appartenenza di Dizzasco al territorio dei comuni della Mezzena viene confermata anche da altri documenti ufficiali dello Ducato di Milano a cavallo tra il 1751 e il 1753. In questo contesto, il "Compartimento territoriale specificante le cassine" del 1751 fa riferimento al comune di "Dizasco", comprensivo dei cassinaggi di Muronico, Blaceno, Molino e Rovasco. Il censimento dello stesso anno rivela invece come il comune, all'epoca non infeudato, fosse composto dagli abitati di Dizzasco e Muronico.
Il borgo di Mezzena visse un periodo tranquillo durante il XVII e XVIII secolo.
Un decreto di riorganizzazione amministrativa del Regno d'Italia napoleonico datato 1807 sancì l'aggregazione del comune di Dizzasco ed uniti a quello di Argegno, decisione che fu abrogata con la Restaurazione.
Come attesta una lapide datata 26 ottobre 1848 e murata su uno sperone roccioso in località Cavrano presso Muronico, durante il dominio austro-ungarico il patriota Andrea Brenta, protagonista del Risorgimento, appoggiato da Giuseppe Mazzini, organizzò un gruppo di valligiani e riuscì a bloccare e mettere in fuga gli austriaci. Giuseppe Mazzini nel 1848 da Lugano si recò spesso in Valle, dove operava, per preparare quell'insurrezione che fallì con l'arresto e la fucilazione di Andrea Brenta e Andreetti a Como.

### Simboli
Lo stemma del Comune di Dizzasco, ideato da Carletto Genovese, responsabile web del sito di Araldicacivica, è stato concesso con decreto del presidente della Repubblica del 14 giugno 2021.
I simboli scelti sono: il gelso per ricordare la frazione di Muronico il cui nome potrebbe derivare da mòron, "gelso" in dialetto lombardo; l'asino per simboleggiare la frazione di Dizzasco e infine, nel capo, le chiavi di San Pietro fanno riferimento alla titolarità della chiesa principale e le stelle richiamano le frazioni del paese.
Il gonfalone è un drappo di bianco con la bordatura di rosso.

## Monumenti e luoghi d'interesse

### Architetture religiose

#### La Parrocchiale e l'Oratorio dei Confratelli

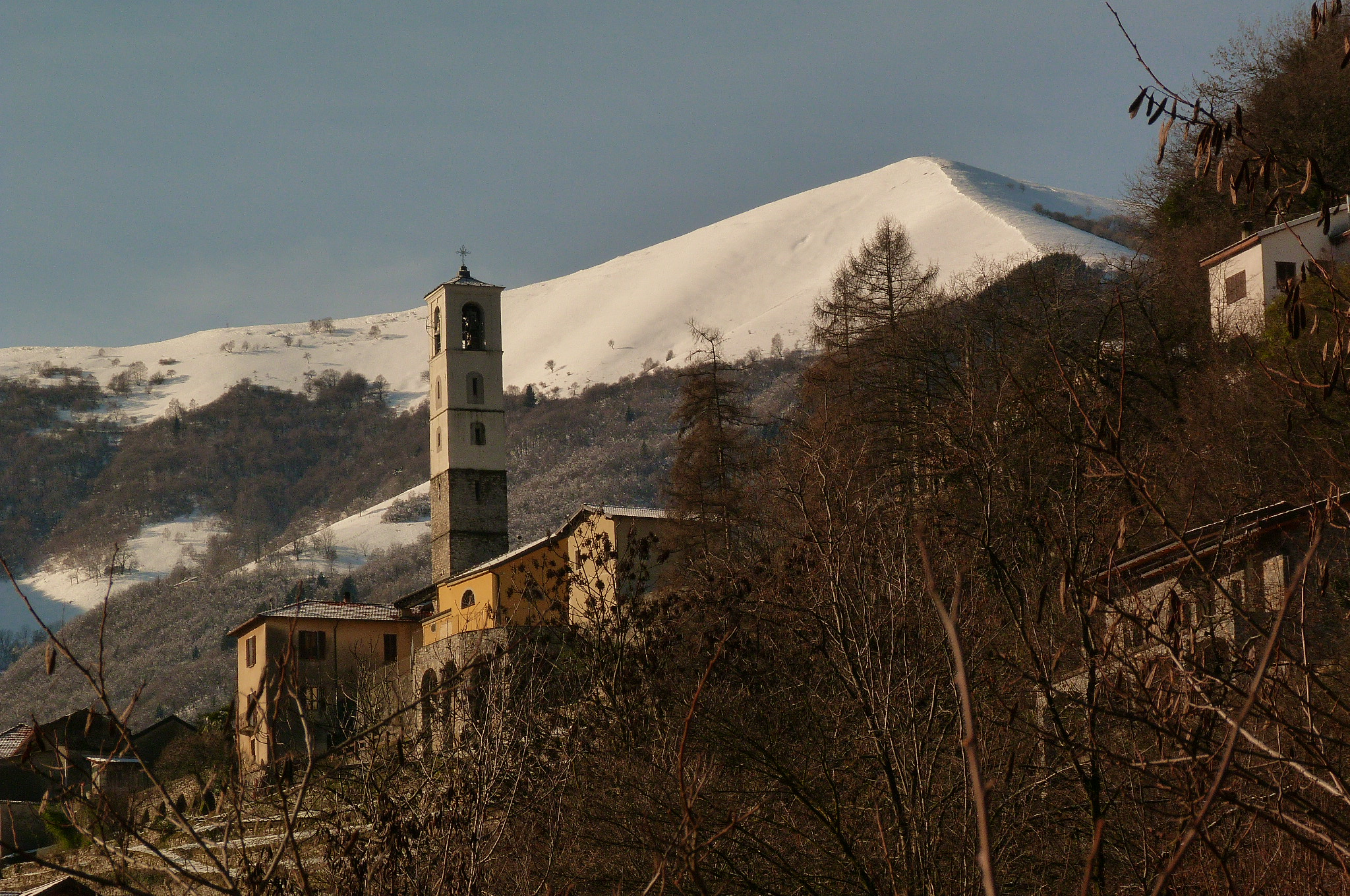
Parrocchiale dei SS. Pietro e Paolo

La parrocchiale dei Santi Pietro e Paolo edificata nel XVII secolo su una base romanica conserva al suo interno paliotti in scagliola di Giuseppe Molciani del 1757, un confessionale e un pulpito lignei a intarsio del XVIII secolo, stucchi e affreschi del XVII e XVIII secolo.
L'oratorio della Beata Vergine, attestato nel 1788, contiene una tela quattrocentesca raffigurante una Madonna col Bambino e san Giovannino, di scuola lombarda. L'oratorio conserva inoltre un affresco della Fuga in Egitto, opera di Matteo Baldassarre Longoni.
L'oratorio seicentesco dei Confratelli con una pala settecentesca di Antonio Ferretti e un bell'altare ligneo intarsiato del XVII secolo. Presso la parrocchiale prestano servizio le suore Figlie di Betlem.

#### La chiesa di San Sisinnio
Sul versante sinistro del torrente Telo si trova la chiesa di San Sisinnio, parrocchiale di Muronico ma formalmente in territorio di Argegno. Si tratta di un edificio dell'XI secolo, a pianta greca, rimaneggiato più volte in epoca barocca. Durate uno dei vari interventi, la chiesa fu ingrandita in larghezza. La chiesa, che nel XIII secolo costituiva una cappella all'interno dell'allora pieve di "Intellavo", si presenta con una facciata del XVIII secolo.. All'interno della chiesa, riccamente ornata da affreschi e stucchi, si possono ammirare splendidi paliotti in scagliola del XVII e XVIII secolo, un tabernacolo marmoreo di epoca rinascimentale e un confessionale intarsiato del XVIII secolo. Il primo ministro inglese Winston Churchill, illustre estimatore di Dizzasco e dei suoi paesaggi, trovò l'ispirazione per realizzare i suoi quadri nella quiete della valle e una sua tela, con la chiesa di San Sisinnio di Muronico varcò i confini della valle per essere ammirata in un'esposizione londinese dedicata alla figura dello statista.
Presso la chiesa, nel 1848, Andrea Brenta organizzò un comitato insurrezionale.
Nel 1920, sotto al pavimento della chiesa vennero trovate le salme di due sacerdoti, sepolte e legate insieme.

#### Altre architetture religiose
Lungo la strada verso Castiglione d'Intelvi si trova l'oratorio di San Giobbe, costruito nel 1651 e conosciuto anche come chiesetta della Madonna delle Grazie.
A Muronico, presso i ruderi di un antico convento è situato l'oratorio di San Carlo coi suoi stucchi e affreschi seicenteschi. Nel 1788 l'oratorio era attestato all'interno della parrocchia di San Sisinnio.

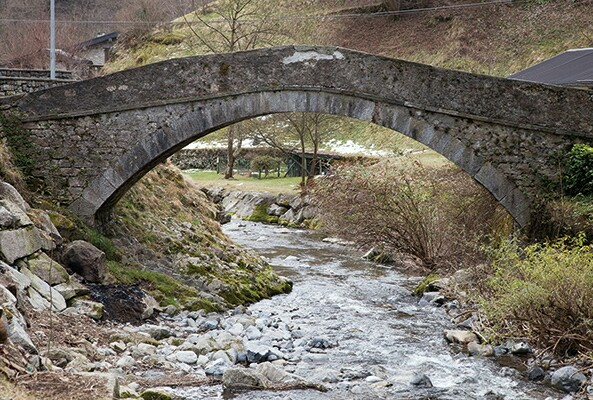
Ponte sul Telo

### Architetture civili
La vecchia strada che porta a Cerano Intelvi passa da un antico ponte di pietra che attraversa il Telo.
Risalgono al XVIII secolo tutti gli opifici disseminati lungo la Val Mulini. L'ultimo mulino della zona ha smesso di macinare nel 1975.

## Società

### Evoluzione demografica

#### Prima dell'unità d'Italia
- 1593: 430 abitanti (di cui 180 a Muronico e Rovasco e 250 a Dizzasco[6])
- 1751: 476 abitanti[6]
- 1781: 257 abitanti (parrocchia di Dizzasco)[17]
- 1788: 283 abitanti (parrocchia di Dizzasco)[17]

#### Dopo l'unità d'Italia

Il gonfalone comunale

Abitanti censiti

## Geografia antropica
Dizzasco è formato da tre frazioni: Biazzeno, Muronico e Rovasco.

## Amministrazione
Dal 26 maggio 2019 il sindaco è Aldo Riva con la lista civica Insieme per Dizzasco e Muronico.

### Esplicative
1. ↑  Per il dialetto comasco, si utilizza l'ortografia ticinese, introdotta a partire dal 1969 dall'associazione culturale Famiglia Comasca nei vocabolari, nei documenti e nella produzione letteraria.

### Bibliografiche
1. 1 2   Bilancio demografico mensile anno 2024 (dati provvisori), su demo.istat.it, ISTAT.
2. ↑   Classificazione sismica (XLS), su rischi.protezionecivile.gov.it.
3. ↑   Tabella dei gradi/giorno dei Comuni italiani raggruppati per Regione e Provincia (PDF), in Legge 26 agosto 1993, n. 412, allegato A, Agenzia nazionale per le nuove tecnologie, l'energia e lo sviluppo economico sostenibile, 1º marzo 2011,  p. 151. URL consultato il 25 aprile 2012 (archiviato dall'url originale il 1º gennaio 2017).
4. ↑   AA. VV., Dizionario di toponomastica. Storia e significato dei nomi geografici italiani., Milano, Garzanti, 1996,  p. 250, ISBN 88-11-30500-4.
5. 1 2 3   SIUSA - Parrocchia di S. Sisinnio in Muronico di Dizzasco, su siusa.archivi.beniculturali.it. URL consultato il 1º aprile 2020 (archiviato dall'url originale il 28 marzo 2023).
6. 1 2 3 4 5 6 7   SIUSA - Comune di Dizzasco, su siusa.archivi.beniculturali.it. URL consultato il 1º aprile 2020.
7. ↑   Comune di Mezzena, sec. XVI - 1757 – Istituzioni storiche – Lombardia Beni Culturali, su lombardiabeniculturali.it. URL consultato il 30 aprile 2020.
8. 1 2 3  Bartolini, p. 61.
9. ↑   Comune di Dizzasco, 1798 - 1809 – Istituzioni storiche – Lombardia Beni Culturali, su lombardiabeniculturali.it. URL consultato il 2 maggio 2020.
10. ↑   Comune di Dizzasco, 1816 - 1859 – Istituzioni storiche – Lombardia Beni Culturali, su lombardiabeniculturali.it. URL consultato il 2 maggio 2020.
11. 1 2 3 4 5 6  Borghese, p. 199.
12. ↑  Bartolini, pp. 53-56.
13. ↑   Araldicacivica – Stemmi, su araldicacivica.it. URL consultato il 25 gennaio 2022.
14. ↑   Gli emblemi araldici del Comune di Dizzasco, su araldicacivica.it, 1º settembre 2021. URL consultato il 3 settembre 2021.
15. ↑   Chiesa dei SS. Pietro e Paolo - complesso, Via Biazzeno - Dizzasco (CO) – Architetture – Lombardia Beni Culturali, su lombardiabeniculturali.it. URL consultato il 31 marzo 2020.
16. 1 2 3 4   Comune di Dizzasco (CO), su comune.dizzasco.co.it. URL consultato il 1º aprile 2020.
17. 1 2 3   SIUSA - Parrocchia dei Santi Pietro e Paolo di Dizzasco, su siusa.archivi.beniculturali.it. URL consultato il 1º aprile 2020.
18. ↑   Chiesa di S. Sisinnio - complesso, Piazzetta Donato Riccillo - Argegno (CO) – Architetture – Lombardia Beni Culturali, su lombardiabeniculturali.it. URL consultato il 1º aprile 2020.
19. 1 2 3  Bartolini, p. 53.
20. ↑   Silvia Fasana, CHIESA DI S. SISINNIO (PDF), su camminacitta.it.
21. ↑   Oratorio di S. Giobbe, Via Roma - Dizzasco (CO) – Architetture – Lombardia Beni Culturali, su lombardiabeniculturali.it. URL consultato il 31 marzo 2020.
22. ↑  Statistiche I.Stat ISTAT  URL consultato in data 28-12-2012.
Nota bene: il dato del 2021 si riferisce al dato del censimento permanente al 31 dicembre di quell'anno. Fonte:  Popolazione residente per territorio - serie storica, su esploradati.censimentopopolazione.istat.it.